# Zellaufschluss

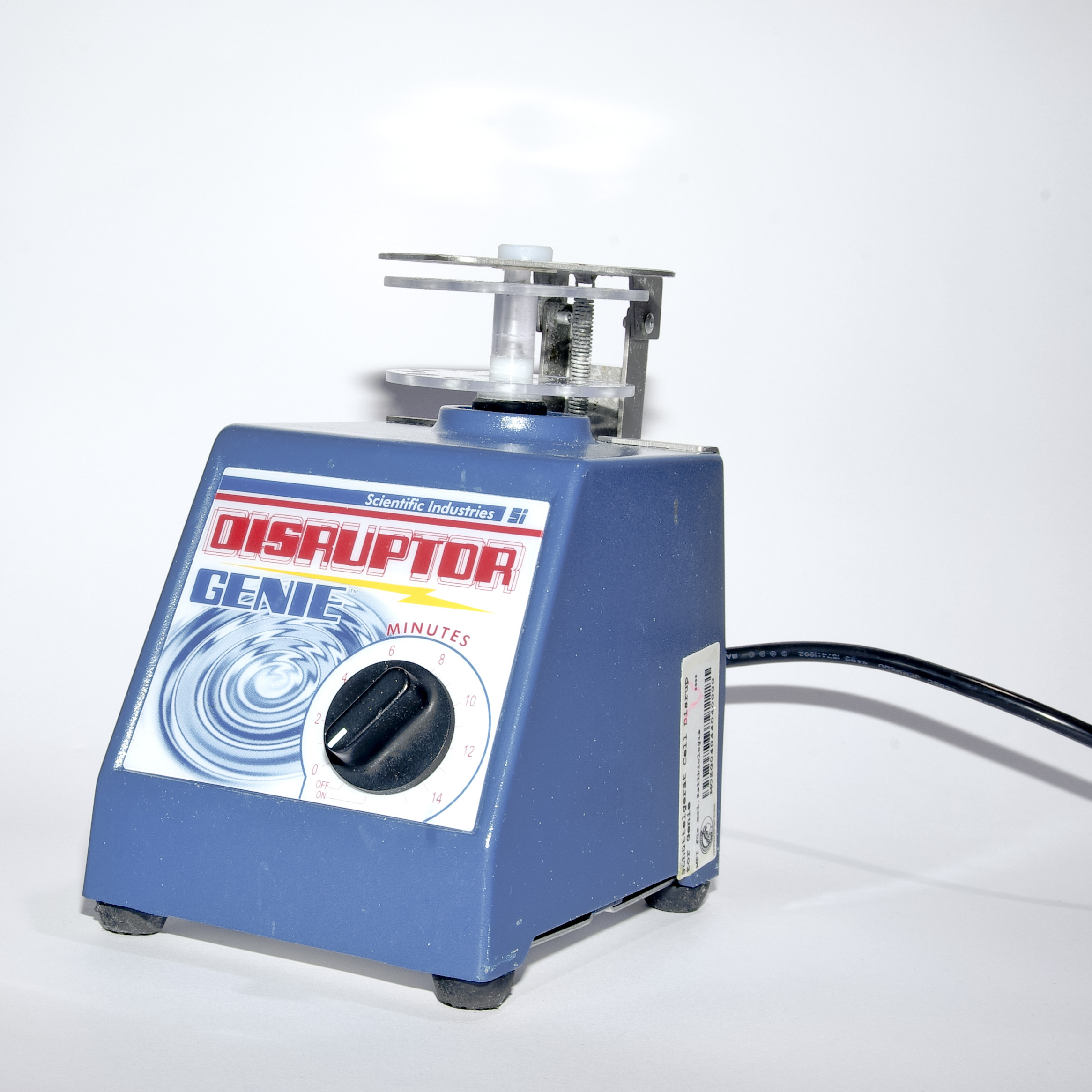
Vortexer mit Glasperlen im Reaktionsgefäß (Kugelmühle)

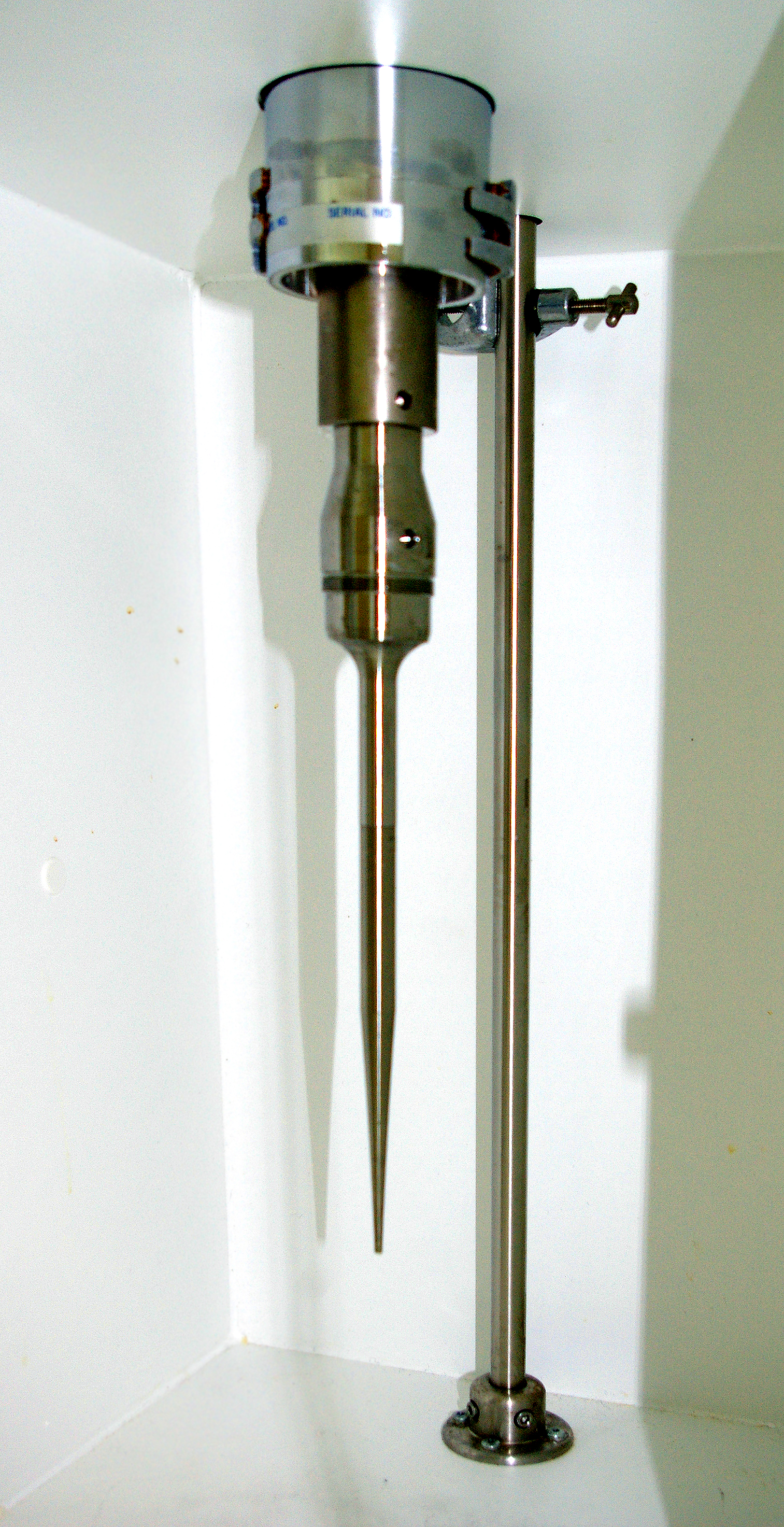
Sonicator im Schallschutzkasten (Ultraschalltauchsonde)

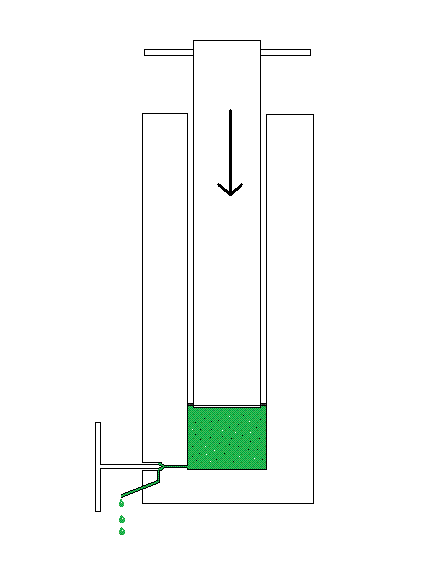
Prinzip der French Press

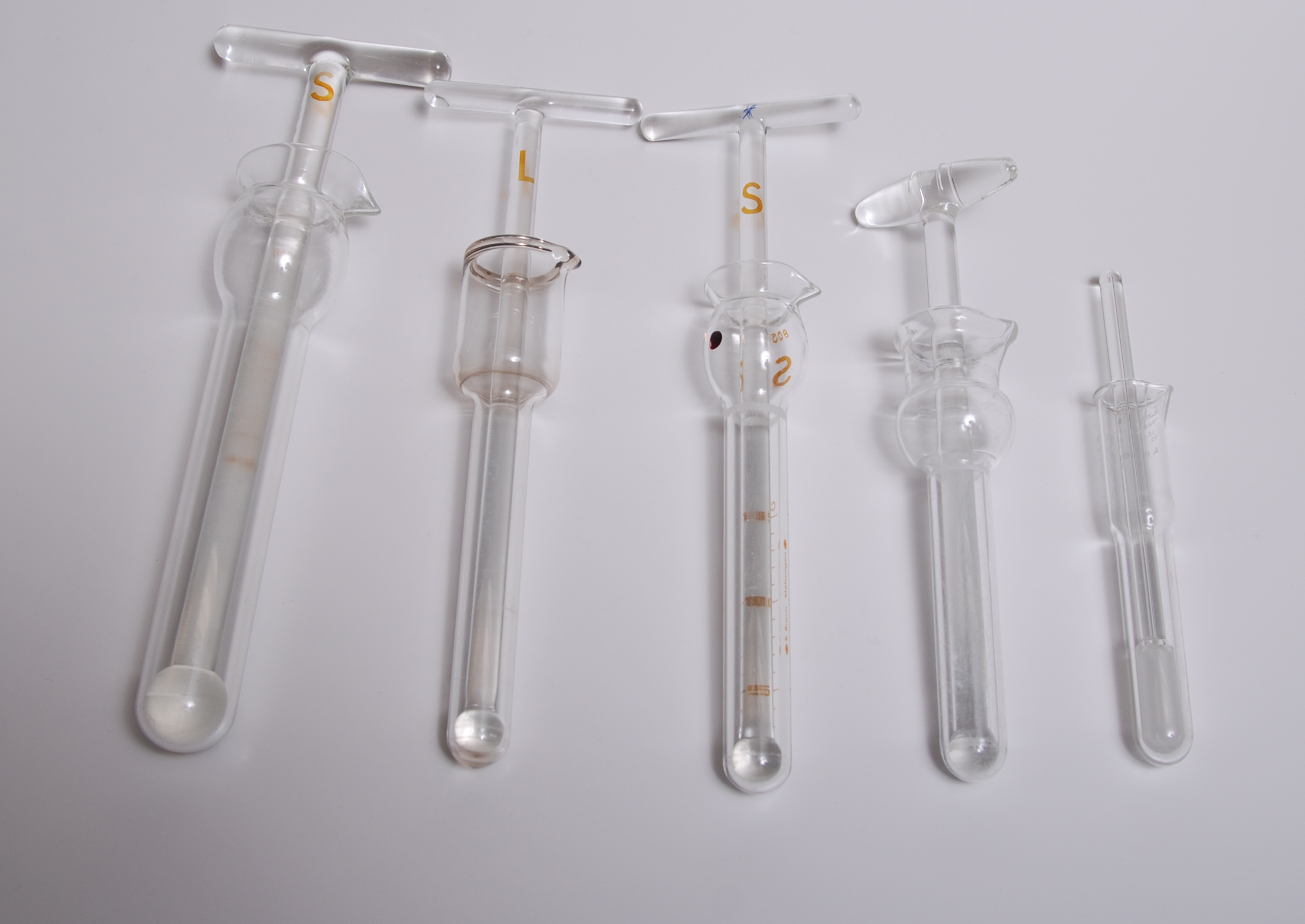
Dounce-Homogenisator

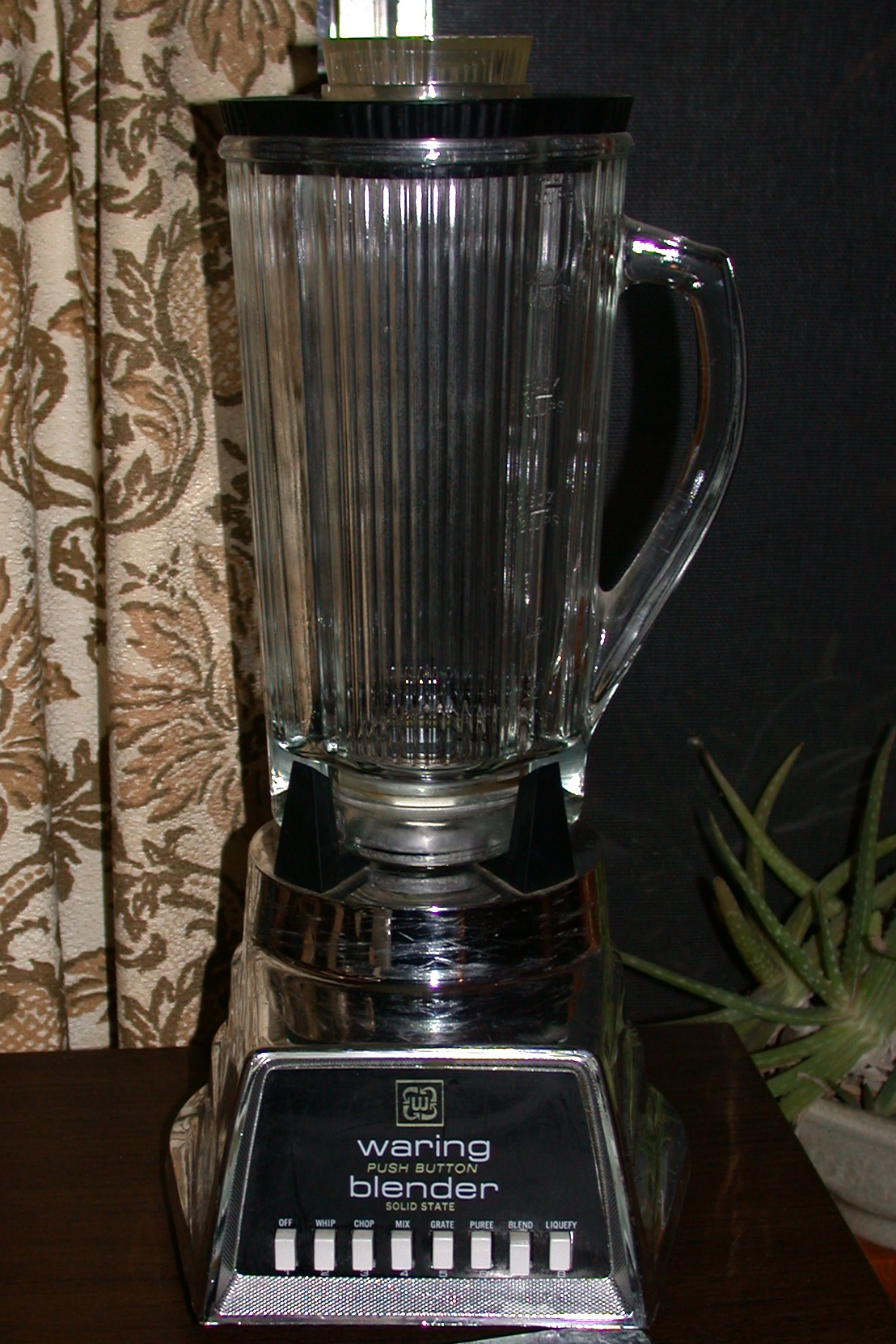
Standmixer

Als Zellaufschluss (oder Homogenisierung) werden in der Biochemie Verfahren bezeichnet, bei denen Zellen zerstört werden, um an deren Inhalt (Homogenat) – Organelle, Proteine, DNA, mRNA oder andere Biomoleküle – zu gelangen.

## Mechanische Aufschlussverfahren
Physikalische Aufschlussverfahren führen meist zu einem Temperaturanstieg, deshalb muss die Temperatur kontrolliert werden und, wenn nötig, das Aufschlussgut im Eisbad gekühlt oder der Aufschluss mit Unterbrechungen durchgeführt werden. Tierische Zellen und pflanzliche Zellen müssen vor dem Aufschließen von unerwünschten Gewebeteilen befreit werden, indem man sie zunächst mittels Schere, Skalpell oder Fleischwolf grob zerkleinert. Zudem wird das aufzuschließende Gewebe von Mehrzellern vor der Homogenisierung in einem Standmixer mit rotierenden Messern (oder einem Ultra-Turrax bei kleinem Volumen) zerkleinert.
- Das Potter-Elvehjem Verfahren oder Dounce-Verfahren findet Anwendung, wenn die Zellorganellen erhalten bleiben sollen. Dabei bewegt sich ein Kolben, der eng von einem stationären Gefäß ummantelt ist. Durch Scherkräfte werden die Zellen zerstört.
- Bei Mikroorganismen, aber auch allen anderen Zellen können kleine Volumina im Mörser mit Sand oder Korund oder in einer Glasperlenmühle zerrieben werden.
- Durch Ultraschall werden die Zellen durch Kavitationskräfte ständig aneinandergestoßen und zerschert. Chromosomale DNA bricht aufgrund der mechanischen Eigenschwingung bevorzugt mittig.[1] Bei all diesen Verfahren wird bei Behandlung größerer Volumina viel Wärme entwickelt.
- Für kontinuierlichen Betrieb oder Volumina > 1000 ml kann die Probe unter großem Druck durch ein enges Ventil gepresst werden (Manton-Gaulin-Homogenisator). Auch hier wirken Kavitationskräfte. Der Aufschluss unter Druck im kleinen Maßstab geschieht mittels French-Press, die nach dem gleichen Prinzip wie der Manton-Gaulin Homogenisator arbeitet.
- Ein der Hochdruckhomogenisation ähnliches Verfahrensprinzip kommt bei der Microfluidizer-Technologie zur Anwendung. Im Microfluidizer wird die Zellsuspension unter hohem Druck  durch einen Mikrokanal mit fester interner Geometrie geführt, in dem aufgrund von Scherkräften und Pralleffekten die Zellwände aufgebrochen werden. Der Microfluidizer ist einsetzbar ab Probenmengen von 1 ml bis zu mehreren 100 l/h.
- Mit der Stickstoff-Dekompressionsmethode lassen sich auf einfache Weise unabhängig von der Probengröße schnell und schonend sowohl Tier- und Pflanzenzellen als auch empfindliche Bakterien aufschließen. Dabei wird in den Zellen entsprechend dem Henry’schen Gesetz Stickstoff bei höheren Gas-Drücken angereichert. Eine schlagartige Druckentlastung führt zu einem Platzen der Zellmembranen.
- Durch wiederholtes Einfrieren und Auftauen (engl. Freeze-Thaw) werden die Zellen durch Scherkräfte der entstehenden Eiskristalle und Perforation zerstört. Durch eine Behandlung mit hypotonischen Pufferlösungen erfolgt eine hypotone Lyse der Zellen. Die Kombination dieser Methoden führt allerdings zu keiner vollständigen Homogenisierung.

## Nicht-mechanische Aufschlussverfahren
Nicht-mechanische Aufschlussverfahren werden bei Zellen angewandt, die sich nicht einfach aufbrechen lassen (beispielsweise bei Hefen). Sie sind meist schonender als die mechanischen Verfahren.
- Bei nicht-pflanzlichen Zellen kann mit Varianten der Phenol-Chloroform-Extraktion wie Trizol durch ein Herauslösen der Membranlipide aus der Zellmembran ein Aufschluss durchgeführt werden, in Anwesenheit von Guanidinium-Thiocyanat ist sie jedoch denaturierend.[2]
- Bei Hefezellen wird eine Autolyse mit Toluol induziert, welches Löcher in der Zellmembran erzeugt. Die enzymatische Lyse mit Zymolyase zerstört die Glucan-Zellwand, während Triton X-100 die Zellmembran zerstört.
- Bei Gram-positiven Bakterien wird durch die Behandlung mit Lysozym die Peptidoglycanhülle zerstört, anschließend kann mit Triton X-100 die Zellmembran gelöst werden.
- Bei Gramnegativen Bakterien wird durch Behandlung mit EDTA das Lipopolysaccharid der äußeren Zellmembran gelöst, dann wird durch die Behandlung mit Lysozym die Peptidoglycanhülle zerstört, anschließend kann mit Triton X-100 die Zellmembran zerstört werden.
- Bei Gram-negativen Bakterien können mittels alkalischer Lyse die Membranlipide verseift werden, aufgrund des hohen pH-Werts ist diese Methode ebenfalls denaturierend.[3]

## Zellfraktionierung
Bei eukaryotischen Zellen werden oftmals die unterschiedlichen Zellbestandteile durch Zentrifugation fraktioniert.

## Proteinreinigung
Durch den Aufschluss der Zellen gelangen die Proteine in eine unphysiologische Umgebung und müssen während der Proteinreinigung vor Inaktivierung, Denaturierung und Proteolyse geschützt werden. Da Proteasen während des Aufschließens freigesetzt werden, ist für höhere Ausbeuten schnelles Arbeiten bei niedrigen Temperaturen (nahe 0 °C) notwendig.

### Proteolyse
Zur Vermeidung eines Abbaus der Proteine werden Proteaseinhibitoren hinzugegeben.

### pH-Veränderung
Aufgrund des weiterhin teilweise ablaufenden Metabolismus kann sich der pH-Wert ändern. Daher ist auf eine ausreichende Pufferung zu achten. Gegebenenfalls ist ein Nachstellen des pH-Wertes durch Zugabe von Ammoniak- bzw. Tris(hydroxymethyl)aminomethan-Lösung (Tris) notwendig.

### Ionenstärke
Eine Ionenstärke von unter 0,05 M kann zur Bildung von Einschlusskörperchen und einer geringen Ausbeute führen, da sich Proteine aneinander und an Zelltrümmer anheften. Daher sollte die Aufschluss-Pufferlösung 0,05–0,1 M Natriumchlorid oder Kaliumchlorid enthalten.

### Hydrophobe Effekte
Eine Aggregation der Proteine durch Van-der-Waals-Wechselwirkungen und die Bildung von Einschlusskörperchen aufgrund von hydrophoben Effekten kann durch Zugabe von nichtionischen Detergentien wie Triton X-100 (ca. 0,02 % w/v) oder Lubrol PX (ca. 0,006 % w/v) gemindert werden.

### Thioloxidation
Die Oxidation von Thiolgruppen kann durch Zugabe von Dithiothreitol (DTT), Dithioerythritol (DTE), 2-Mercaptoethanol oder Tris(2-carboxyethyl)phosphin zur Pufferlösung (im einstelligen mM-Konzentrationen) vermieden werden. Dies ist insbesondere bei zytosolischen Proteinen notwendig, da dort eine reduzierende Umgebung vorherrscht.

### Schwermetallionen
Schwermetallionen können mit funktionellen Gruppen des Proteins reagieren. Zweiwertige Kationen (Ca2+, Mg2+) aktivieren Metalloproteasen, daher wird Ethylendiamintetraessigsäure (EDTA) in mM-Konzentrationen zugegeben, welches Komplexe mit Metallionen bildet.

## DNA-Reinigung
Nach einem Zellaufschluss können verschiedene Methoden zur Reinigung der DNA verwendet werden. Zur Inaktivierung von Desoxyribonukleasen wird EDTA als Chelator ihres Cofaktors (Magnesiumionen) eingesetzt.

## RNA-Reinigung
Die Methoden der RNA-Extraktion ähneln denen der DNA-Extraktion aufgrund der Ähnlichkeit der Moleküle.